# Unstrut-Hainich
Unstrut-Hainich ist eine Landgemeinde im Unstrut-Hainich-Kreis im deutschen Bundesland Thüringen. Sie entstand zum 1. Januar 2019. Benannt ist sie nach der Unstrut, einem Nebenfluss der Saale, und dem Höhenzug Hainich.

## Geographie
Die im nördlichen Thüringer Becken liegende Gemeinde besteht aus den Ortsteilen Altengottern, Alterstedt, Flarchheim, Großengottern, Heroldishausen, Mülverstedt, Schönstedt und Weberstedt.
Unstrut-Hainich grenzt im Südwesten beginnend und im Uhrzeigersinn an folgende Städte und Gemeinden: Kammerforst, Oppershausen, Mühlhausen/Thüringen, Körner, Nottertal-Heilinger Höhen, Bad Langensalza (alle Unstrut-Hainich-Kreis), Hörselberg-Hainich, Berka vor dem Hainich, Bischofroda, Lauterbach und Amt Creuzburg (alle Wartburgkreis).
Im Südwesten des Gemeindegebiets befinden sich je eine Exklave der Stadt Bad Langensalza und der Gemeinde Kammerforst.

## Geschichte

### Eingemeindungen
Im Rahmen der Gebietsreform beschlossen die Gemeinden Altengottern, Flarchheim, Großengottern, Heroldishausen, Mülverstedt und Weberstedt, sich am 1. Januar 2019 zu einer Landgemeinde zusammenzuschließen. Sie waren mit Schönstedt alle Mitgliedsgemeinden der Verwaltungsgemeinschaft Unstrut-Hainich, die durch die Fusion aufgelöst wurde. Schönstedt schloss sich der Fusion nicht an, wodurch die Gemeinde Unstrut-Hainich für Schönstedt als erfüllende Gemeinde tätig wurde. Am 13. Dezember 2018 beschloss der Landtag das entsprechende Gesetz. Am 1. Januar 2024 trat die Gemeinde Schönstedt der Landgemeinde bei, was im Dezember 2023 vom Landtag beschlossen wurde. Dabei wurden Schönstedt und sein Ortsteil Alterstedt jeweils eigenständige Ortschaften.

### Einwohnerentwicklung
In der nachstehenden Tabelle ist die Entwicklung der Einwohnerzahl seit der Gründung der Landgemeinde 2019 dargestellt. Ermittelt wurden die Werte jeweils zum Stichtag 31. Dezember.
| Jahr | Einwohner |
| ---- | --------- |
| 2019 | 5181      |
| 2020 | 5160      |
| 2021 | 5147      |
| 2022 | 5138      |
| 2023 | 5109      |
| 2024 | 6378a)    |

a) nach Eingliederung von Schönstedt

## Politik

### Gemeinderat
Der Gemeinderat besteht aus 20 Ratsmitgliedern + Bürgermeister. Bei der Kommunalwahl am 26. Mai 2024 führte das Ergebnis zu folgender Sitzverteilung:
| Partei / Liste           | Stimmenanteil 2024 | Sitze 2024 |        | Stimmenanteil 2019 | Sitze 2019 |
| AfD                      | 18,3 %             | 4          | n. k.  | –                  |            |
| CDU                      | 40,0 %             | 8          | 43,9 % | 11                 |            |
| Freie Wähler             | 19,4 %             | 4          | 44,0 % | 12                 |            |
| PRO Landgemeinde         | 6,8 %              | 1          | 12,0 % | 3                  |            |
| WG Schönstedt/Alterstedt | 15,4 %             | 3          | n. k.  | –                  |            |

### Bürgermeister
Am 26. Mai 2019 hatten die Bürger der neuen Landgemeinde die Wahl aus vier Bürgermeisterkandidaten, wovon Jeremi Schmalz (CDU, 23. Jahre) 1.196 Stimmen und der aus Heroldishausen stammende 55-jährige Uwe Zehaczek (Freie Wähler) 1.153 Stimmen erhielten. Bei der Stichwahl am 9. Juni 2019 setze sich Zehaczek mit 16 Stimmen mehr als sein Kontrahent Schmalz (1.346 Stimmen, 49,7 %) durch.
Der Sitz der Gemeindeverwaltung befindet sich im Rathaus des Ortsteils Großengottern.